# L'Afrique
L'Afrique ("L'Africa") è una scultura in ghisa modellata nel 1878 dallo scultore francese Eugène Delaplanche e fusa da Antoine Durenne. La statua è un'allegoria del continente africano. Attualmente è esposta assieme ad altre cinque statue di ghisa dalle dimensioni simili, ognuna delle quali rappresenta uno degli altri cinque continenti, nel piazzale antistante il museo d'Orsay, a Parigi.

## Storia
La statua venne commissionata dallo stato francese a Delaplanche nel 1878 per decorare la terrazza del palazzo del Trocadéro in vista dell'esposizione universale che si sarebbe svolta a Parigi nel corso di quell'anno. Sarebbe rimasta lì fino al 1935 (quando il palazzo venne demolito per permettere la costruzione del palazzo Chaillot), quando venne inviata a Nantes. Nel 1985, venne ceduta dal Louvre al museo d'Orsay, che incaricò la fonderia de Coubertin di restaurarla. L'Afrique è legata ad altre cinque statue degli altri continenti che erano state tutte disposte al palazzo del Trocadéro per l'esposizione universale del 1878.

## Descrizione

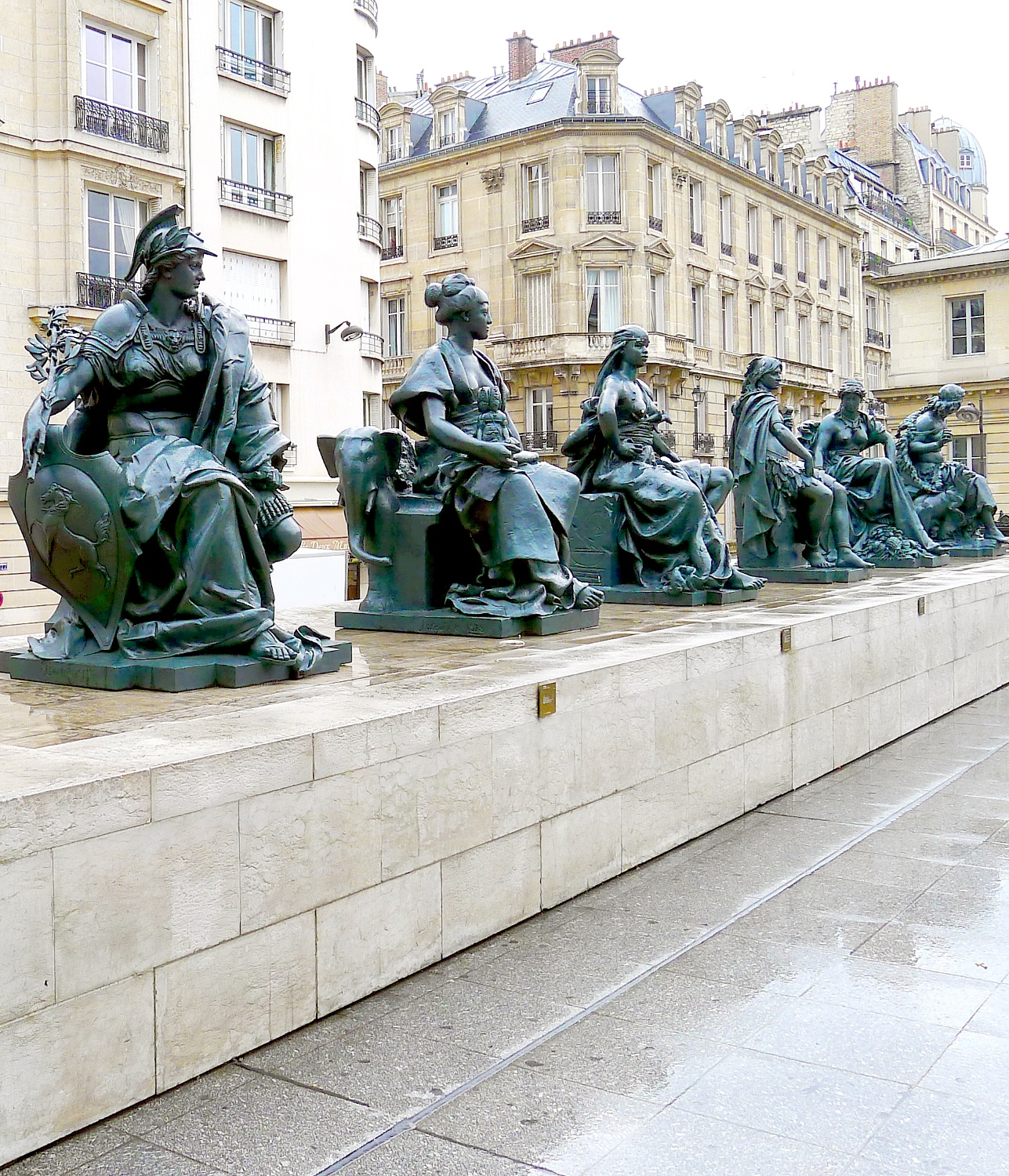
Le statue dei continenti sul piazzale antistante il museo d'Orsay

L'opera è un'allegoria dell'Africa, personificata da una donna seduta, con il seno scoperto, che indossa una veste lunga cinta alla vita da una fascia e che porta un velo decorato da alcuni gioielli sul capo. Nella mano sinistra ella tiene un cesto che contiene dei frutti e dei legumi. Il piede sinistro poggia su una tartaruga, un animale che all'epoca avrebbe potuto alludere alla fecondità del continente, ma anche al suo risveglio più lento. Su uno dei lati si trovano delle imitazioni dei geroglifici. Questi pseudo-geroglifici richiamano l'antico Egitto; secondo il conservatore Jean-Marcel Humbert, è "interessante notare che la preminenza per il continente africano di solito viene assegnata all'Egitto, e molto più raramente, come in questo caso, all'Africa stessa".